# Karystos
Karystos (Grieks: Κάρυστος) is een plaats en sedert 2011 een fusiegemeente (dimos) in de Griekse bestuurlijke regio (periferia) Centraal-Griekenland. De gemeente ligt in het zuiden van het Griekse eiland Evia.
De vier deelgemeenten (dimotiki enotita) van de fusiegemeente zijn:
- Kafireas (Καφηρέας)
- Karystos (Κάρυστος)
- Marmari (Μαρμάρι)
- Styra (Στύρα)